# Politika u 1953.
◄◄ | ◄ | 1950. | 1951. | 1952. | 1953.  | 1954. | 1955. | 1956. | ► | ►►
Arhitektura • Astronautika • Astronomija • Biologija • Film • Fotografija • Glazba • Kazalište • Kemija • Kiparstvo • Knjige • Književnost • Kršćanstvo • Meteorologija • Medicina • Planinarstvo • Politika • Pravo • Promet • Slikarstvo • Strip • Šport • Televizija • Znanost • Zrakoplovstvo • Željeznički promet
Politika u 1953.

## Hrvatska i u Hrvata

### Rođenja
- 8. lipnja − Ivo Sanader, osmi predsjednik Vlade Republike Hrvatske.

## Vanjske poveznice
|  | Zajednički poslužitelj ima još gradiva o temi Politika u 1953. |